# Leucoedema
Il leucoedema (Leukoedema exfoliatum mucosae oris) è una velatura della parete interna della guancia, dovuta ad un ispessimento dell'epitelio: anche se può estendersi all'intera bocca, il termine non si riferisce ad una vera e propria lesione della mucosa, ma ad un aspetto bianco, traslucido e spugnoso della mucosa orale della regione vestibolare.
Fa parte delle cosiddette "lesioni elementari" della mucosa orale, manifestazioni patologiche che possono essere di tipo macro o microscopiche. 

## Epidemiologia
È maggiormente frequente nei fumatori, l'età in cui ha la maggiore incidenza è fra i 40-49 anni.

## Diagnosi differenziale
Si deve differenziare da altre malattie simili, al fine di una corretta diagnosi, come la leucoplachia e il lichen planus

## Storia
Descritto per la prima volta da Standstead e Lowe nel 1953, per la sua individuazione è necessaria la palpazione sulla guancia del soggetto, che comporta la sparizione dell'aspetto bianco caratteristico.

## Caratteristiche
La lesione è caratterizzata da acantosi, edema a livello intracellulare e paracheratosi superficiale.